# Pedro Antonio González
Pedro Antonio González Valenzuela (Coipué, Departamento de Curepto, 22 de mayo de 1863 - Santiago, Región Metropolitana de Santiago, 3 de octubre de 1903) fue un escritor, poeta y periodista chileno.

## Biografía
Pedro Antonio González nació el 22 de mayo de 1863, en la localidad de Coipué, Departamento de Curepto en la Región del Maule. De pequeño sintió con vehemencia la vocación religiosa y expresó sus deseos de convertirse al sacerdocio, pero extrañamente, su tío Fray Pedro Armengol Valenzuela lo hizo desistir y lo envió a estudiar Derecho a Santiago para que hiciera su aporte a la frágil economía familiar.
En Santiago, el poeta comenzó la exploración de caminos señalados por la más vanguardista poesía, de lugares y amistades reñidas con la religiosidad, hasta la pérdida de su fe.
Los rumores sobre el descarriado joven llegaron hasta el apacible pueblo, y el tío suspendió las entregas de dinero, único sustento del estudiante.
En un Santiago muy distinto, quizás más desolado y frío, donde los servicios eran precarios y el alumbrado público casi no existía, el poeta se encontró solo y sin dinero. El barrio Recoleta y Avenida la Paz con sus cementerios y sus casas de orates, se convirtieron en su nuevo hogar, el poeta en ciernes se instaló en esos arrabales de locura y muerte para nunca más salir.
Lector impenitente de Dante, Byron, Víctor Hugo, Baudelaire, Verlaine y Rimbaud, comenzó la metamorfosis y la conversión en lo que llamarían “poeta maldito”, definición que aun no adquiría valor en el siglo de renovación estética que inspiraría a almas jóvenes.
Enigmático, oscuro, huraño y melancólico, deambuló por las sucias callejuelas del otro lado del río, en los oscuros bares de barriadas extremas, bebiendo el vino en los amaneceres, perdido en los suburbios con sus manuscritos escondidos y arrugados en los bolsillos.
El escritor Antonio Orrego Barros, amigo de González, cuenta que éste arrendaba una pequeña casita en la calle Salas, donde reservaba una pequeña habitación y subarrendaba el resto a obreros que le adeudaban eternamente el pago. La hermandad que sentía por sus pares, le impedía el lanzamiento a la calle.
En alguno de los períodos menos oscuros, cuando se ganaba la vida como profesor (a la manera de Allan Poe, que encuentra la tierna y momentánea salvación en los ojos de su prima Virginia Clemm), el poeta se enamora de una de sus alumnas, Emma Contador. Se casaron el martes 13 de mayo de 1897, ella vestida de colegiala.

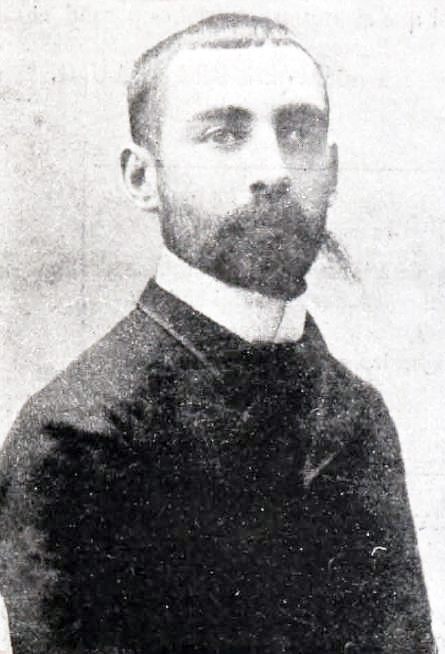
Pedro A González (1886).

Uno de los episodios más conocidos de su anárquica forma de vida fue noche de su boda. Los recién casados pernoctaron en un cuartucho aledaño a la casa de orates y sin siquiera tocar a la joven virgen el poeta se perdió en la noche. Emma, asustada, lo abandonaría pocos años después y se marcharía con un circo pobre, pero de esos que recorren el país entregando un teatro miserable. El poeta le dedica los poemas “Sombra” y el “Asteroide XL”.
De vuelta a su miseria, es difícil imaginar que convivió alejado, pero al mismo tiempo, con poetas como Rubén Darío, Carlos Pezoa Véliz (que tuvo una vida quizás tan atormentada como el poeta de Curepto), de los cuales estuvo lejos de compartir sus experiencias literarias. González era de poco trato social, no rendía concesiones, pero bailaba en su pobreza con la gracia de un noble, odiaba los círculos literarios y podía ser muy pedante o extremadamente tímido.
Sus últimos años los pasó como el habitante más ilustre que ha tenido el bar “El Quitapenas”, lugar que se convirtió, alrededor de 1900 en su biblioteca, dormitorio, sala de trabajo y bar. Aunque incurría en deudas, estas eran canceladas por Orrego Barros, su amigo de toda la vida.
De la propia mano del escritor conocemos un desgarrador retrato de sus últimos días: “Cuando las puertas del hospital se cierran y ya está entrando el crepúsculo, me pongo triste. Esta sala se va oscureciendo poco a poco. Voy persiguiendo la luz que se va por arriba del muro. Entonces entra la luz mortecina del farol. Pienso las cosas más disparatadas… Y aunque me han puesto este biombo para que no mire a los otros enfermos, miro todas las camas y me imagino los rostros flacos, amarillentos con los ojos hundidos…”.
Pedro Antonio González murió a los cuarenta años, el 3 de octubre de 1903, en una sala común del hospital San Vicente de Paúl, en Santiago, por una enfermedad causada por el consumo de alcohol.

## Crítica
Fue un poeta de vida bohemia e influencia romántica que vivió y murió en la miseria. Escribió en los diarios La Tribuna, La Ley, La Revista Cómica y Santiago Cómico, que aparecían en Santiago a fines del siglo XIX. Sólo pudo ver impreso uno de sus libros poéticos, Ritmos (1895), que constituye una de las primeras manifestaciones del modernismo en su país. Buscó renovar la forma y ensayó distintos experimentos métricos. Ha sido llamado el «padre del modernismo chileno».

"...Cultivó casi todos los géneros poéticos con igual acierto. Su poéma épico "El toqui" es una maravilla de su genero. "El Monje" es un poema de amor y de dolor cuyos versos lánguidamente rítmicos a veces y otras de una dulzura incomparable están impregnados de una emoción honda que enferma. Tuvo composiciones tan nuevas como "Mi Vela", tal profundas como "Meditación", que parece escrita por un filosofo lírico.
Es indudable que González estaba empapado del alma de Victor Hugo. Él había sondeado al gran genio francés, había escudriñado en sus abismos y sus cumbres. Lo había comprendido como pocos..."
Vicente Huidobro, 1914, Pasando y pasando.

En el libro Los líricos y Los épicos, Miguel Luis Rocuant se refirió a Pedro Antonio González así:

De los poetas chilenos, el que pudo resistir más risueñamente que otros el análisis de su obra, el aún no igualado ni en la serenidad de la línea ni en la opulencia cromática del verso, fue González [...] Su retraimiento no fue ni escepticismo ni miedo a la celebridad, sino consecuencia de sus desgracias de hogar [...] Calló, pues, el poeta, y olvidado del verso, fue de aquí para allá, en herrancias de bohemio, buscando en los vasos la perdida llama inspiradora.
Miguel Luis Rocuant, Los líricos y Los épicos.

## Poemas
MI VELA
| Cerca de mi vela, que apenas alumbra la estancia desierta de mi buhardilla, yo leo en el libro de mi alma sencilla por entre la vaga y errante penumbra. | Despide mi vela la llama de un cirio a fin de que acaso con ella consagre mi cáliz sin fondo de hiel y vinagre delante del ara de mi hondo martirio. | A mí no me queda ya nada de todo. Mis viejos recuerdos son humo que sube formando en el éter la trágica nube que marca la ruta de mi último éxodo. | Yo cruzo la noche con pasos aciagos, sin ver brillar nunca la estrella temprana que vieron delante de su caravana brillar a lo lejos los tres reyes magos. | ¡Quizás soy un mago maldito! -Yo ignoro Cuál es el Mesías en cuyos altares pondré, con mi lira de alados cantares mi ofrenda de incienso, de mirra y de oro. | Al golpe del viento rechinan las trancas detrás de la puerta de mi buhardilla. Y vierte mi vela –que apenas ya brilla- goteras candentes de lágrimas blancas!... |

Escritor satírico, fue autor de la Oda al peo:

Yo te saludo, ¡oh emanación del poto!,
 Augusto prisionero
 que llegas a golpear el agujero
 con vivísimas ansias de lo ignoto. br/> Pero, ¡ay, más espantosa
 que los negros volcanes de la tierra
 es la tapada fosa
 que tus gigantes ímpetus encierra!
 Ahí se guardan, es cierto,
 Infinitos olores,
 Aunque no son las perfumadas flores
 con que se ostenta aderezado el huerto;
 aquello no es Edén: es calabozo
 donde yace un egregio ciudadano
 bajo las iras de un feroz tirano
 cuyo nombre modula tu sollozo.
 ¡Ese nombre es el ano!
 Cuando sacudes, con esfuerzo nulo
 las paredes del culo,
 aunque los necios dicen que eres feo,
 (por envidia mortal, según calculo),
 afirmo que eres nuevo Prometeo.
 Tras áspero camino
 por el negro canal del intestino
 llegas del traste a la fruncida puerta;
 allí te atajas por algún instante,
 oculto, acaso, por un pliegue fino;
 entonces ruges, parecido al Noto
 y, forzando las válvulas del poto,
 ¡arremetes y pasas adelante!
 ¡Y grande maravilla!
 Cuanto más horrendo era el calabozo
 que momentos atrás te aprisionara,
 más grande es el estruendo,

más grande la algazara
 con que al mundo pregonas tu alborozo.
 Sale, oh fluido inmortal; ¡Tú no varías!
 Sucédense los reyes;
 termínanse las leyes
 como si fuesen días;
 igual se muda el Papa;
 terribles convulsiones
 alteran todo el mapa;
 los amigos se pierden
 y la mujer olvida
 los tiernos y amorosos juramentos
 que prometiera un día;
 sólo tú, ser gaseoso, no varías.
 De noche, o bien de día,
 en la calle, en la mesa o en la cama
 eres el mismo siempre; eres sincero.
 Bajo la seda de la airosa dama,
 o el flamante vestón del caballero;
 en la vesta papal cardenalicia;
 bajo el traje pomposo de los zares
 y en la severa toga de justicia;
 por tierras y por mares,
 en el calzón de sucia  verdulera
 o bajo el poncho del mugriento roto
 apareces, de idéntica manera,
 de entre la misma lobreguez del poto.
 Por campos y ciudades,
 ¡sarcasmo de mundanas vanidades!
 predicas, convencido,
 santa humildad a muchos infelices;
 que, si no llega al oído,

la comprenden, al menos, las narices...
 ¡De mí nunca receles
 que intercepte tu paso noble y fiero!
 Hallarás, al contrario, siempre franca

la puerta del trasero.
 Sal, pues, sin antifaz de disimulo.
 ¡Deja ese estrecho nido!
 ¡Y el canto conocido
 lanza, vibrante, en el umbral del culo!.

## Obra
- Ritmos, 1895. Imprenta Cervantes
- Poetas chilenos , 1902.
- Poesías, 1905. Editorial Nascimento.
- Poesías, edición realizada por Armando Donoso, 1917. Editorial Chilena.
- El monje, 1919.
- Pedro Antonio González, sus mejores poemas 1926 Editorial Nascimento.
- El monje y otros poemas 1953 colección "NUMEN", Santiago de Chile
- A la sombra de un ciprés, breve antología poética por Fabio y Sebastián González Mejías, 2002.
- El Monje + Ateroides, a 150 años de su natalicio, 2013. Ediciones Pueblo Culto.

## Homenajes

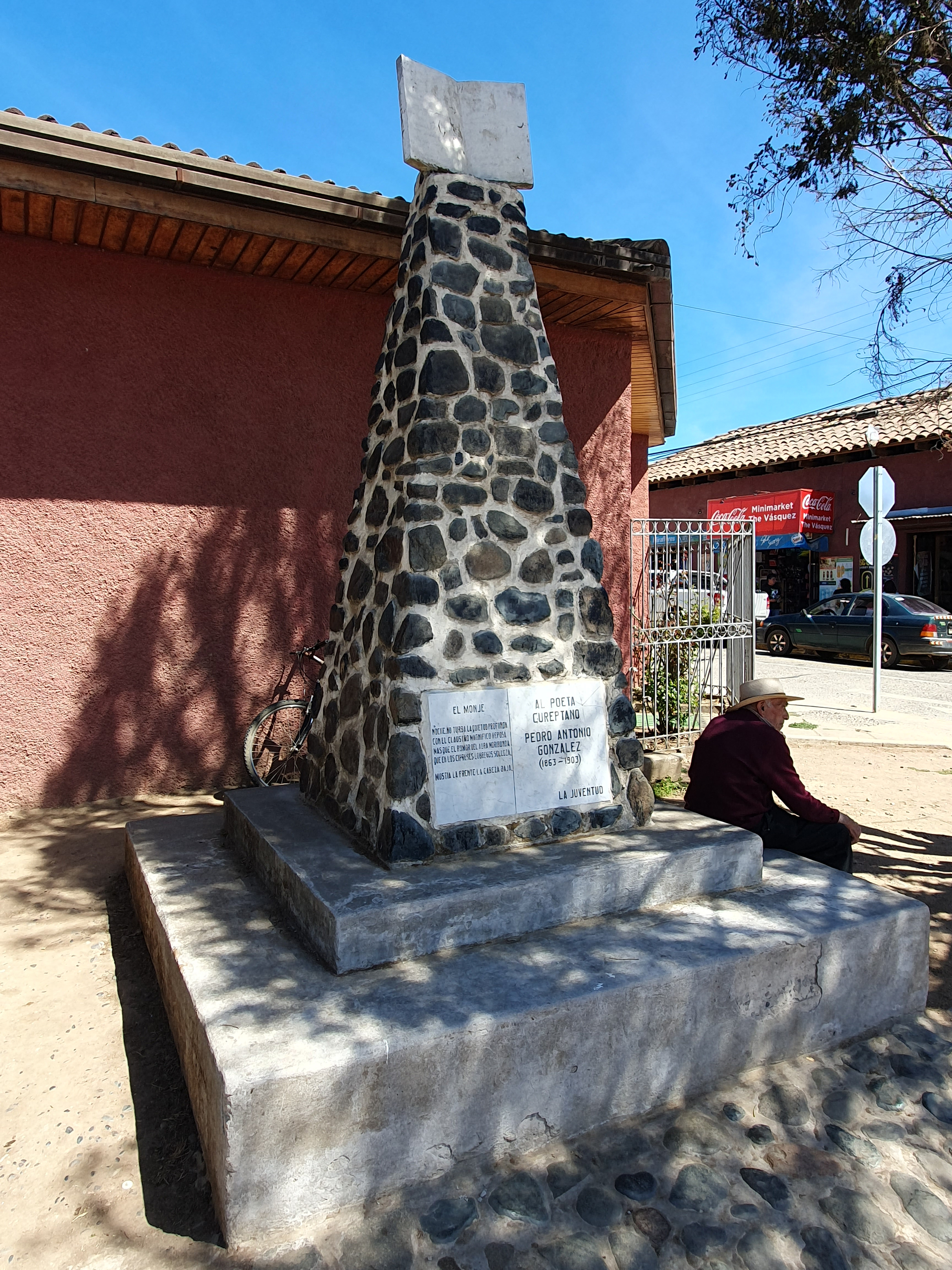
Homenaje a Pedro Antonio González en Curepto

- El poeta modernista chilote Antonio Bórquez Solar, cercano a González, le dedicó el poema "Invocación", que fue leído por primera vez en 1904 durante el primer aniversario de su muerte. Posteriormente fue incluido en su libro "La floresta de los leones" publicado en 1907.[7]
- La escuela Pedro Antonio González F-320 de Curepto lleva el nombre de este destacado poeta de la zona.[8]
- Diversas calles en Chile llevan el nombre de Pedro Antonio González, tales como Curepto, **Gualleco y Estación Central en Santiago.[9]
- El 2016, el compositor chileno Marcelo Arredondo publica el álbum Canciones menores, al poeta Pedro Antonio González a 120 años de Ritmos.